# 埃佩尔雪圣保罗
埃佩尔雪圣保罗（法語：Épercieux-Saint-Paul，法語發音：[epɛʁsjø sɛ̃ pɔl]）是法国卢瓦尔省的一个市镇，属于蒙布里松区。

## 地理
埃佩尔雪圣保罗（45°47'30"N, 4°12'43"E）面积7.92 平方千米，位于法国奥弗涅-罗讷-阿尔卑斯大区卢瓦尔省，该省份为法国中南部省份，北起顺时针与索恩-卢瓦尔省、罗讷省、伊泽尔省、阿尔代什省、上盧瓦爾省、多姆山省和阿列省接壤。
与埃佩尔雪圣保罗接壤的市镇（或旧市镇、城区）包括：巴尔比尼、锡旺斯、克莱佩、米泽里约、内尔维约、普伊莱弗尔。

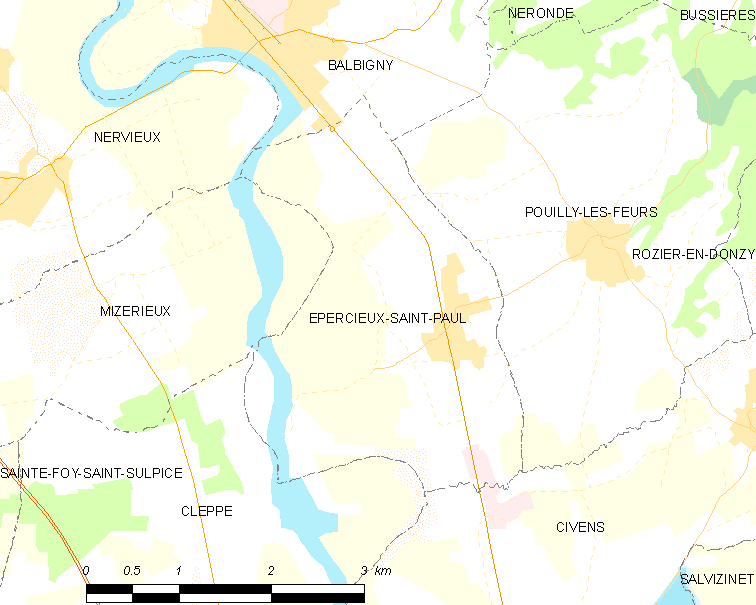
埃佩尔雪圣保罗的OSM定位图

埃佩尔雪圣保罗的时区为UTC+01:00、UTC+02:00（夏令时）。

## 行政
埃佩尔雪圣保罗的邮政编码为42110，INSEE市镇编码为42088。

## 政治
埃佩尔雪圣保罗所属的省级选区为弗尔县。

## 人口

1962-2008年间埃佩尔雪圣保罗人口变化图示

埃佩尔雪圣保罗于2022年1月1日时的人口数量为745人。